# Station Komárno
Station Komárno (Slowaaks: Železničná stanica Komárno) is het centraal station van de Slowaakse stad Komárno.

## Ligging
Het station is gelegen in het zuidwesten van Slowakije, aan de grens met Hongarije. Het is een "grensstation" waar -indien nodig- de grensformaliteiten met buurland Hongarije worden afgehandeld. 
Het station bedient de lijnen 131 (Bratislava – Komárno), 135 (Nové Zámky – Komárom) (transitlijn naar Hongarije) en 136 (Komárno – Kolárovo).
Het ligt in het noordoosten van de stad, aan de straat « Železničná », in de omgeving van de rivier Hornád die de grens vormt met buurland Hongarije.

## Lijnen
- lijn 131 (Bratislava – Komárno) (Verbinding met de hoofdstad Bratislava).
- lijn 135 (Nové Zámky – Komárom)  (Transitverbinding. Bestemming / herkomst: Hongarije).
- lijn 136 (Komárno – Kolárovo) (Betrekkelijk korte enkelsporige verbinding in noordelijke richting naar Kolárovo. Sedert 2003 is hier de rit van reizigerstreinen opgeschort.)

## Dienstverlening
Anno 2025 is er een loket met personeel van de Slowaakse Spoorwegen (ŽSSK) voor het verstrekken van inlichtingen en het aanmaken van tickets. Voor de openingsuren van dit loket: zie de onderstaande externe link: "ŽSSK - Loket - Openingsuren". 
In de onmiddellijke omgeving van het station, aan de straat « Košická », ligt een autobusstation Autobusová stanica Komárno voor stedelijk en regionaal verkeer.

## Andere stations
- Komárno závody
- Komárno škola

## Afbeeldingen

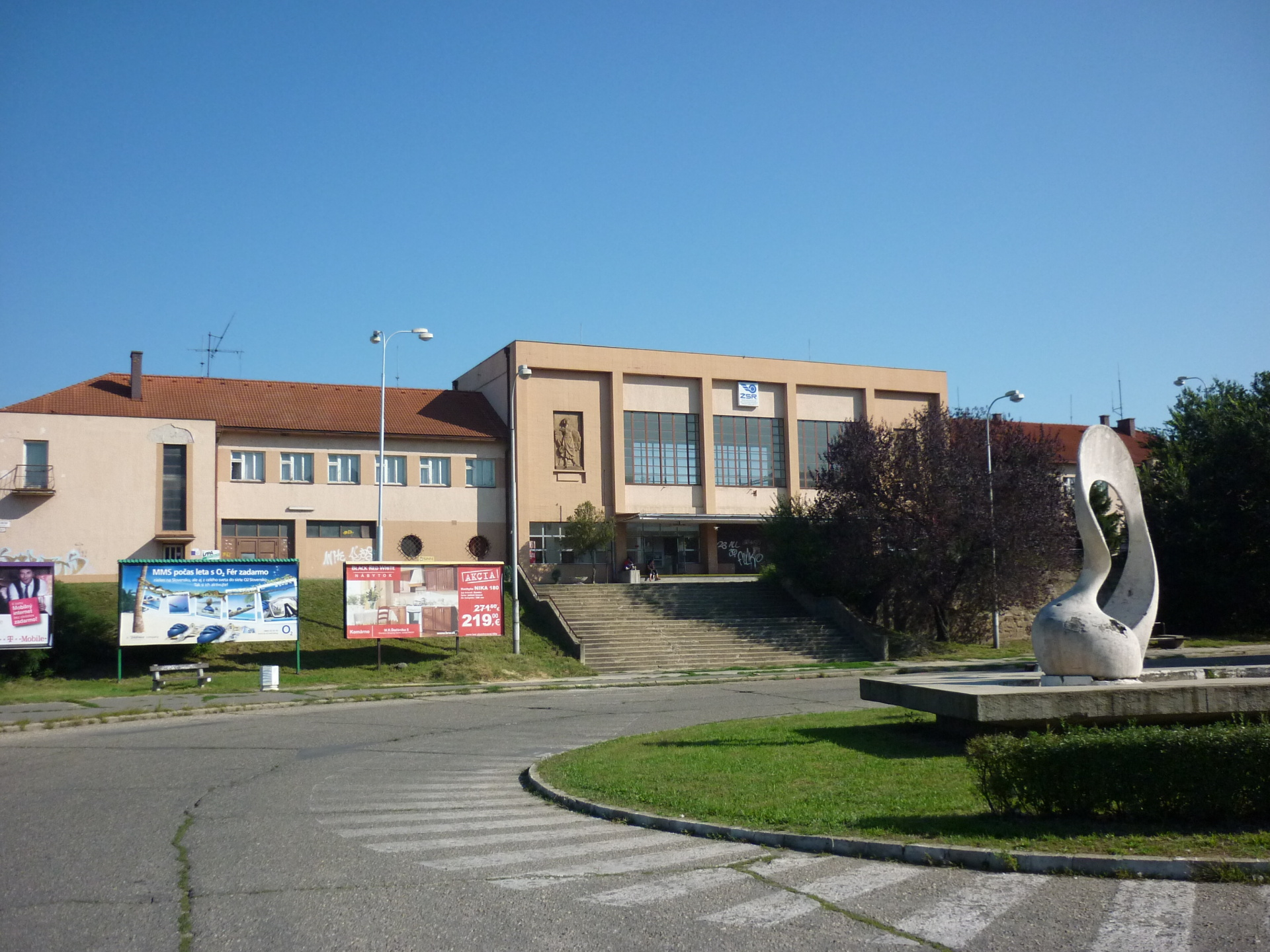
Straatzicht
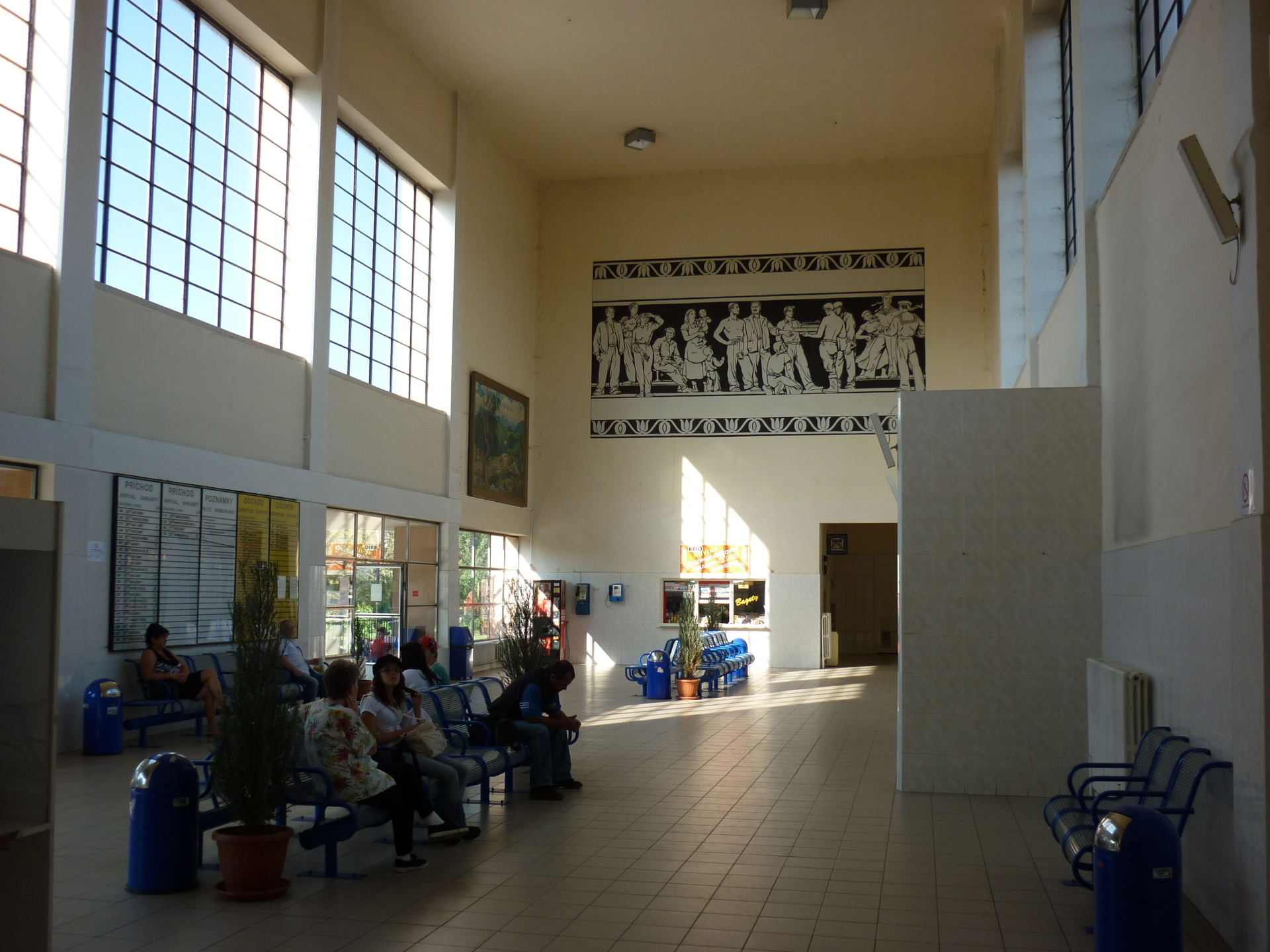
Interieur
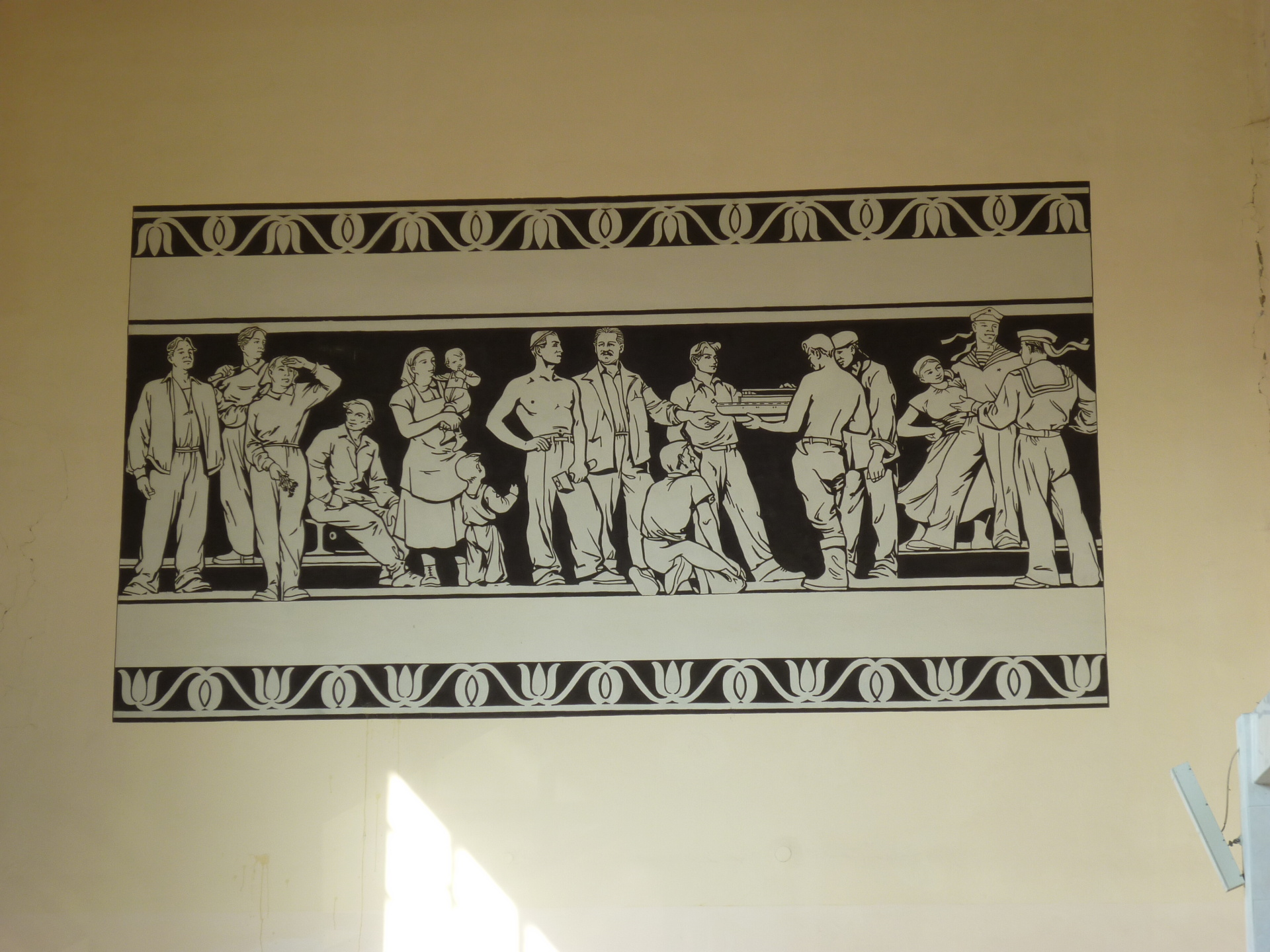
Fresco